# Vsister
Vsister（ぶいしすたー）は、かつて存在した女性アイドルグループである。41promotion所属であった。

## 概要
- 2016年8月16日富山県を拠点に活動するVienolossiのお姉さんユニットとして結成[1]。Vienolossiと兼任する押川愛永以外のメンバーは東京在住のため、東京での活動が主となっている。
- 出典の揃わない記事は関連ページVsister会議にまとめる。
- 尚、キャッチフレーズは 私達、頑張る大人の応援団 「Vsister」である。
- 2019年1月26日Vienolossiに吸収合併される。

## 略歴

### 2016年
- 8月16日、六本木Live Space 虎寅虎にてデビューのワンマンライブを開催[2]。これよりVsister始動する。
- 9月3日、池袋BlackHoleにて対バンライブへの出演もスタートさせる[3]。
- 11月8日、ライブ配信サイトShowroomにて定期配信始める[4]。
- 12月2日・4日と「第三回 ご当地鍋フェスティバル」に出演[5]。
Vienolossi考案の「富山湾の宝石　白えび雪見鍋」[6]のPR活動に協力。結果、売上部門NO.1を獲得するも、ネットによる人気投票の差で総合では2位になる[7]。

### 2017年
- 4月29日、押川愛永の生誕祭にグループ結成後初の地方公演となる富山県でのライブを実現。また、メンバー考案のメニューを販売する「Vsisterカフェ」も富山県で初めて開催した[8]。
- 8月14日、発掘！グラドル文化祭にて定期ライブをスタートさせる[9]。
- 11月7日、ソフマップで開催されたグラドル文化祭イベントにて、元SKE48、SDN48の手束真知子とコラボレーション。「HAPPYTIME」を披露した[10]。
- 11月22日、JOYSOUNDにてVsisterによる「乙ン速DASH!」のライブ映像配信開始[11]。
- 11月23日、24日、26日と「第四回 ご当地鍋フェスティバル」に出演。23日にはフジテレビ「みんなのニュース」生放送にも出演[12]。Vsisterにとって、初の全国ネット番組のテレビ出演となる[13]。「富山湾の宝石　白えび雪見鍋」が初のグランプリ獲得[14]。
- 11月27日、楠原莉紗が肺気胸のため卒業[15]
- 12月3日、JOYSOUND協賛「超アイドルがちバトル」準決勝進出[16]。

### 2018年
- 1月15日、JOYSOUND協賛「超アイドルがちバトル」敗者復活戦で1位を獲得し、決勝進出決定[17]。
- 12月31日、「大晦日だよ！全員集合！～ほんまかよこ卒業ですよ2018～」で、ほんまかよこが卒業。

### 2019年
- 1月26日、Vienolossiに吸収合併される。専任だった橘由紀子はVienolossiに加入。VsisterはVienolossiのユニット内ユニットとなる。

## メンバー

### 最終在籍メンバー
- 2019年1月25日（吸収合併前日）現在

| 名前      | よみ            | ニックネーム | 生年月日              | 出身地 | 在住地 | 備考             |
| --------- | --------------- | ------------ | --------------------- | ------ | ------ | ---------------- |
| 橘 由紀子 | たちばな ゆきこ | ゆきちん     | 1988年1月2日（37歳）  | 富山県 | 東京都 | リーダー         |
| 押川 愛永 | おしかわ まなえ | まーちゃん   | 1996年4月20日（28歳） | 富山県 | 富山県 | Vienolossiと兼任 |

### 旧メンバー
| 名前          | よみ          | ニックネーム | 生年月日              | 出身地 | 在住地 | 備考           |
| ------------- | ------------- | ------------ | --------------------- | ------ | ------ | -------------- |
| 楠原 莉紗     | くすはら りさ | りさりさ     | ????年1月21日         | 大阪府 | 東京都 | 2017年11月卒業 |
| ほんま かよこ | ほんま かよこ | ほんまっちょ | 1985年8月27日（33歳） | 東京都 | 東京都 | 2018年12月卒業 |

## 出演

### テレビ
<2017年>
- フジテレビ「みんなのニュース」(11月23日)

### イベント
Vsisterオフィシャルサイトより

### インターネット配信
- Vsister会議（SHOWROOM、毎週火曜日 0:30 - 1:00、5:00 - 5:30）